# Voie navigable d'Heinävesi

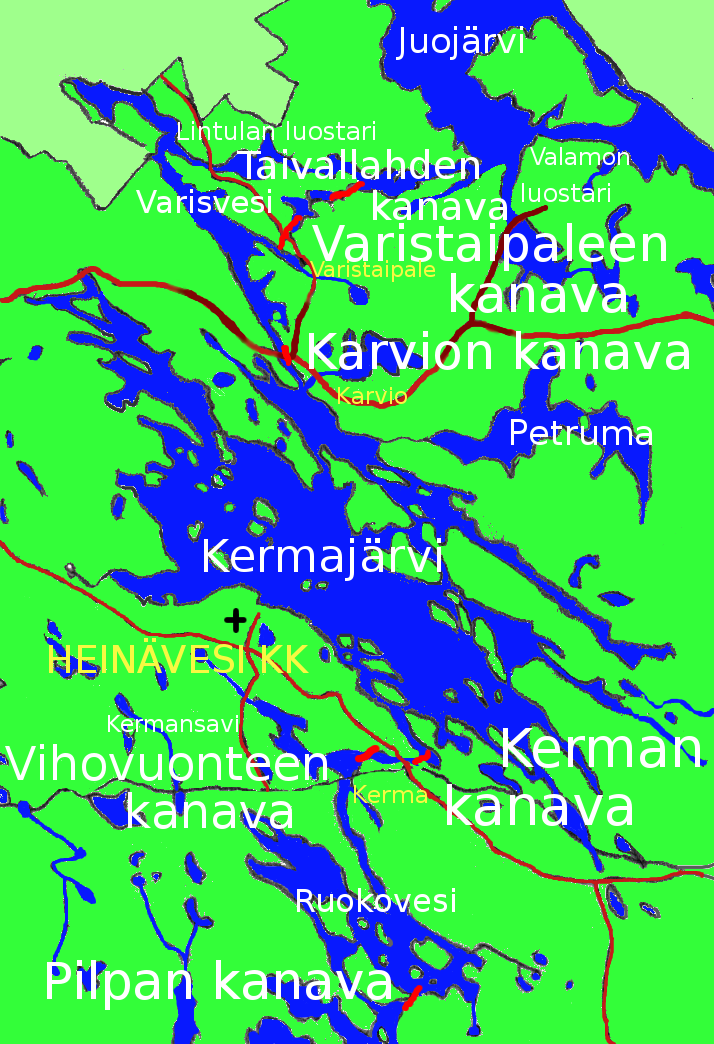
Les canaux de la voie navigable d'Heinävesi.

La voie navigable d'Heinävesi (finnois : Heinäveden reitti) est une chaîne de lacs et de canaux passant par Heinävesi en Finlande.

## Description

Au centre du blason de la ville d'Heinävesi on voit la voie navigable d'Heinävesi dans laquelle s'opère le flottage du bois. Au coin supérieur gauche la roue évoque la navigation.

La chaîne de lacs d'Heinävesi est l'une des deux chaînes de lacs par lesquelles la voie navigable de Kallavesi se déverse dans le lac Haukivesi.
La chaîne commence par le Kallavesi puis le lac Suvasvesi à Kuopio, passe à l'est de l'île de Soisalo jusqu'à Savonlinna.
La chaîne de lacs d'Heinävesi fait partie du système hydrologique de la rivière Vuoksi.
L'itinéraire inextricable de la voie navigable d'Heinävesi coupe la commune d'Heinävesi, et passe par les lacs Kallavesi, Varisvesi (fi), Kermajärvi, Ruokovesi (sv), Joutenvesi et Haukivesi.
La chaîne lacustre se caractérise par des voies d'eau étroites et sinueuses, des lacs aux îles nombreuses et par six canaux à écluse deux canaux sans écluse.
La voie sert au flottage du bois et aux bateaux de croisière qui transportent les voyageurs par exemple de Kuopio à Savonlinna.
La voie fait partie des paysages nationaux de Finlande.

## Canaux
| Canal                 | Longueur | Écluses | Chute         |
| --------------------- | -------- | ------- | ------------- |
| Canal de Varistaipale | 1 100 m  | 4       | 13,30–14,20 m |
| Canal intermédiaire   | 160 m    | 0       |               |
| Canal de Taivallahti  | 800 m    | 2       | 4,95–5,45 m   |
| Canal de Karvio       | 300 m    | 1       | 1,80 m        |
| Canal de Kerma        | 250 m    | 1       | 2,30 à 2,40 m |
| Canal de Vihovuonne   | 250 m    | 1       | 0,80-1,00 m   |
| Canal de Pilppa       | 250 m    | 1       | 0,40–0,95 m   |
| Canal de Vääräkoski   | 240 m    | 0       |               |